# 音江町
音江町（おとえちょう）は、北海道深川市の地名。郵便番号は074-1271。音江環状列石（国指定史跡）や音江法華駅逓所跡、戸外炉峠駐車公園がある。。